# Plagiochila ligulato-opposita
Plagiochila ligulato-opposita là một loài rêu trong họ Plagiochilaceae. Loài này được Steph. mô tả khoa học đầu tiên năm 1916.